# Caisse nationale de retraites des agents des collectivités locales
La Caisse nationale de retraites des agents des collectivités locales (CNRACL) est une caisse de retraite pour les agents de la fonction publique fondée en 1945. Elle couvre aujourd'hui plus de deux millions d'agents issus de la fonction publique territoriale et de la fonction publique hospitalière.

## Histoire

### Les caisses de retraite avant 1945
La première idée de retraite pour le personnel des départements et des communes est énoncée en 1811, par l'avis du Conseil d'État du 12 novembre qui proposait que le décret du 4 juillet 1806 instituant une caisse de retraite pour les employés du ministère de l'Intérieur s'applique à ceux qui « dépendent de quelques administrations départementales ou municipales ». Mais cette prise de position ne constitue alors qu'un avis et non une obligation pour les départements ou les communes ; cependant celles qui établissement un fonds de retraite suivent souvent de fait les dispositions du décret de 1806 ou, ensuite, de l'ordonnance du 12 janvier 1825 sur les pensions du ministère des Finances. Ailleurs, ce sont des sociétés de secours mutuels qui assurent une forme d'assurance. 
L'instauration de caisses dans les départements se généralise à la fin du XIXe siècle, mais cela reste exceptionnel pour les communes qui ne sont que 199 à être dotées d'une caisse de retraite en 1899. Les employés municipaux et départementaux font partie des employés concernés théoriquement par la loi relative aux retraites ouvrières et paysannes (5 avril 1910), mais cette loi n'est finalement que très mal appliquée. Dans les années 1920 les autorités de l'État continuent d'envisager une caisse intercommunale et interdépartementale de retraites, mais cette idée ne se concrétise pas, cependant que les caisses particulières se multiplient, pour atteindre le nombre de 627 en 1940.

### Depuis 1945
Pour unifier ces différents régimes, le régime de Vichy avait prévu la création d'une caisse unique, mais ce projet reste lettre morte. La décision n'est prise qu'à la Libération, et la création de la caisse est décidée par l'ordonnance no 45-993 du 13 mai 1945. La caisse est mise en place par le décret no 47-1846 du 19 septembre 1947 qui en fixe le statut.
Le décret no 48-406 établissant le régime de retraite de la caisse aligne globalement ses dispositions sur celles applicables aux fonctionnaires de l'État. 
Durant les premières années de la caisse, elle dispose d'une liberté d'action très limitée, dans la mesure où plusieurs de ses décisions sont annulées par l'autorité de tutelle conformément à l'article 14 du statut, mais aussi en raison du poids important de la Caisse des dépôts et consignations dans son fonctionnement. En particulier, les autorités gouvernementales s'opposent plusieurs fois à des décisions du conseil d'administration prises à la demande des syndicats. 
Conformément au texte du 13 mai 1945, la CNRACL entreprend d'intégrer les régimes particuliers de retraite existants et d'absorber les caisses existantes. Pour des raisons tant administratives que financières, ces opérations s'étalent dans le temps et durent jusqu'au début des années 1960. 
L'affiliation obligatoire de l'ensemble des agents des collectivités est instaurée en 1952 en même temps que le statut unique de ces employés. Elle est étendue en 1954 au personnel des offices d'habitations à loyer modéré et en 1955 au personnel hospitalier. Face aux difficultés à maintenir l'équilibre, le gouvernement demande généralement à la CNRACL d'augmenter le taux de cotisation des collectivités employeurs sans toucher à celui des agents, d'où des tensions parfois importantes entre les collectivités, la caisse, et les pouvoirs publics centraux. 
En 1972, le transfert à Bordeaux du siège de la Caisse est décidé. Il s'effectue progressivement entre 1977 et 1980.

## Présentation
Créée par l’ordonnance 45-993 du 17 mai 1945, la CNRACL est devenue l’un des principaux régimes spéciaux de sécurité sociale. Établissement public à caractère administratif de l’État, elle est gérée par la Direction des politiques sociales de la Caisse des dépôts et consignations.
Elle est régie par le décret n° 2007-173 du 7 février 2007 pour ce qui concerne sa nature juridique, son financement, et son fonctionnement institutionnel.
La Caisse nationale de retraites des agents des collectivités locales fonctionne selon le principe de la répartition : elle assurait, en 2010, grâce aux cotisations versées par 2 millions d’actifs cotisants, le paiement des retraites de 990 000 pensionnés relevant des fonctions publiques territoriale et hospitalière.
Fixés par le décret n° 2003-1306 du 26 décembre 2003, les droits de ses affiliés, actifs et retraités, s’apparentent étroitement à ceux des fonctionnaires de l’État. Il s'applique à toutes les collectivités de métropole et des départements d'outre-mer, ainsi qu'aux collectivités d'outre-mer de Saint-Barthélemy, Saint-Martin et Saint-Pierre-et-Miquelon. 
L’originalité de la Caisse nationale est d’être le seul régime spécial de sécurité sociale dont le conseil d’administration comporte en son sein des représentants des employeurs et des salariés élus tous les six ans, dans les 9 mois suivant les élections municipales.

## Liste des présidents
- Alphonse Le Gallo, maire de Boulogne-Billancourt (1948-1949)
- Monsieur Menuet, conseiller général de la Seine, conseiller municipal de Paris (1949-1954)
- Pierre Trémintin, député du Finistère, maire de Plouescat (1954-1960)
- Louis Pradel, maire de Lyon (1960-1966)
- André-Jean Hourticq, conseiller d'État, maire de Candé (Maine-et-Loire) (1966-1976)
- Paul Tétard, maire d'Esquerdes (1976-1977)
- Monsieur Raynaud, membre de la commission administrative de l'hôpital de Rambouillet, président de la Fédération hospitalière de France (1977-1978)
- Pierre Tabanou, maire de L'Haÿ-les-Roses, conseiller général du Val-de-Marne, conseiller régional d'Île-de-France (1978-1980)
- Monsieur Aubert, conseiller d'État (1980-1984)
- André Petit, maire d'Eaubonne (1984-1990)
- Claude Domeizel, maire de Volx (1990-2021)
- Richard Tourisseau, ancien directeur d'EHPAD (2021-2024)
- Jean-Pierre Cazenave, directeur d'hôpital (depuis 2024) [2]